# Moulay Aissa Ben Driss
Moulay Aissa Ben Driss (en àrab مولاي عيسى بن إدريس, Mūlāy ʿĪsà ibn Idrīs) és una comuna rural de la província d'Azilal, a la regió de Béni Mellal-Khénifra, al Marroc. Segons el cens de 2014 tenia una població total de 13.797 persones. La capital és Ait Aatab (en amazic ⴰⵢⵜ ⵄⵜⴰⴱ).